# Марковка (Ключівський район)
Ма́рковка (рос. Марковка) — село у складі Ключівського району Алтайського краю, Росія. Входить до складу Зеленополянської сільської ради.

## Населення
Населення — 304 особи (2010; 335 у 2002).
Національний склад (станом на 2002 рік):
- росіяни — 86 %